# Bricx Command Center
Bricx Command Center, ou BricxCC, est un environnement de développement intégré développé par John Hansen permettant la programmation avec les langages NBC, NQC et NXC pour les Robots de Lego, notamment les Mindstorms.

## Caractéristiques
- Écrit en Delphi à partir du code source du logiciel RcxCC.
- Disponible pour les systèmes d'exploitation Windows, Mac OS et Linux

## Outils
BricxCC propose divers outils pour interagir avec la brique Lego, s'ouvrant dans une nouvelle fenêtre n'apparaissant pas dans la barre des tâches:
- Direct Control permet de contrôler les moteurs directement : sens de fonctionnement ou arrêt (moteur bloqué ou libre), puissance de fonctionnement ; il permet aussi le réglage des types de capteurs branchés et du mode de fonctionnement de ceux-ci
- Diagnostics permet de disposer de diverses informations sur l'état de la brique : version du micro-programme, charge des piles, nom de la brique, adresse et signal bluetooth, mémoire libre, temps de veille (réglable)
- Watching the brick permet de voir les valeurs des variables utilisées par la brique intelligente (éventuellement sous forme de graphique) :
  - les variables créées par le programme,
  - les données renvoyées par les capteurs,
  - les valeurs des timers intégrés,
  - la valeur du message reçu,
  - les valeurs de contrôle des moteurs
- Brick Piano permet de créer une mélodie à jouer par la brique dans un des langages de programmation supporté par les éléments programmables (NQC, MindScript, LASM, C, Pascal, Forth, Java, NBC, NXC, NXT Melody)
- Brick Joystick permet de contrôler les déplacements d'un robot construit au choix :
  - Left-Right : avec un moteur contrôlant pour chaque côté du robot (chenille ou roues) ;
  - Drive-Steer : avec un moteur pour la propulsion et un pour la direction
- Remote permet de commander directement les trois moteurs et de lancer ou stopper les programmes enregistrés sur une brique RCX
- NXT Explorer ou NeXT Explorer permet de contrôler le système de fichiers de la brique intelligente. Il donne la possibilité de copier des fichiers directement de l'ordinateur à la brique ou de la brique à l'ordinateur par simple glisser-déposer, ainsi que celles de supprimer ou d'exécuter un fichier
- NXT Screen ou NeXT Screen permet de simuler l'action des boutons de la façade du NXT et de voir ce qui s'affiche à l'écran
- Send Messages permet de simuler l'envoi d'un message à la brique par un autre appareil
- Memory Map permet de disposer d'une liste complète des fichiers enregistrés sur la brique intelligente et de connaître l'espace pris par chacun dans la mémoire
- MIDI Conversion permet la conversion d’une musique dans le format midi en suite de tonalités programmée
- Sound Conversion permet de convertir des ficher son du format wav vers le format rso lisible par le NXT